# Mady Camara
Mohamed Mady Camara (Conakry, 28 febbraio 1997) è un calciatore guineano, centrocampista del PAOK e della nazionale guineana.

## Caratteristiche tecniche
Calciatore polivalente, capace di agire come mediano di contenimento ma in grado di giocare anche in ruoli avanzati come centrocampista centrale e trequartista. È un giocatore valido nella fase difensiva grazie alla sua notevole forza fisica. La sua abilità nei passaggi, la tecnica efficace e la velocità lo rendono pericoloso nelle ripartenze.

## Carriera

### Club

#### Le giovanili in Guinea
Mady Camara ha iniziato la sua carriera da calciatore al Kaloum Star, squadra professionistica guineana della sua città. Gli viene assegnata la maglia numero 10 ed è già riconosciuto come un futuro talento dai suoi compaesani. Durante il suo percorso giovanile, giocherà solo in squadre della sua nazione, ovvero il Kaloum Star e il Santoba, prima di essere ingaggiato in Europa.

#### Ajaccio
Dopo aver trascorso le giovanili in Guinea, Camara ha svolto un allenamento con l'AC Ajaccio, squadra di Ligue 2 francese, nel maggio 2015. Ha impressionato durante il periodo di prova e ha firmato un contratto da professionista con il club nel 2016; ha esordito il 6 gennaio 2017 in occasione del match di Coppa di Francia perso 2-1 contro il Monaco.
Il 20 maggio 2018, Camara ha segnato un gol negli ultimi secondi dei tempi supplementari per pareggiare 2-2 la partita contro l'Le Havre nella semifinale dei playoff di promozione. L'Ajaccio ha vinto ai rigori per 5-3, dopo che Ghislain Gimbert ha segnato il rigore decisivo.

#### Olympiakos
Il 6 marzo 2018 ha firmato un contratto quinquennale con i giganti della Souper Ligka Ellada dell'Olympiacos in vista della stagione 2018-19 per una cifra non rivelata. Il costo del trasferimento è stato stimato in 2,5 milioni di euro. Il 16 settembre 2018 ha segnato nella partita vinta in casa per 2-1 contro l'Asteras Tripolis.
Il 17 febbraio 2019 ha segnato nella vittoria casalinga per 4-1 contro i campioni dell'AEK Atene. Il 7 aprile 2019 ha segnato ancora nella vittoria per 5-0 in trasferta contro il Panetolikos. Il 21 aprile 2019 Camara ha aperto le marcature per l'Olympiacos nella vittoria per 3-1 in trasferta contro il Lamia, ma la vittoria del PAOK nella stessa giornata ha confermato che l'Olympiacos sarebbe arrivato secondo in campionato.
Il 27 ottobre 2019, il 22enne guineano ha centrato con un potente tiro dal limite dell'area di rigore che si è infilato nell'angolo in alto a destra della porta di Panagiōtīs Tsintōtas in un derby vinto per 2-0 in casa contro i rivali dell'AEK Atene. Il 22 gennaio 2020 ha segnato nella vittoria per 1-0 in trasferta contro l'OFI. Il 15 giugno 2020 ha segnato una doppietta in due minuti e ha assistito il gol di Giōrgos Masouras, nella vittoria per 3-1 in casa contro l'Aris per i play-off del campionato.
Il 21 luglio 2021 Camara ha segnato l'unico gol contro il Neftçi Baku nella vittoria casalinga per 1-0, ma è stato poi espulso dopo un duro fallo. Il 19 agosto 2021 ha segnato il gol del vantaggio nella trionfale vittoria casalinga per 3-0 nel 1º turno dei playoff di UEFA Europa League 2021-2022 contro lo Slovan Bratislava.

#### Roma
Il 31 agosto 2022 si trasferisce in prestito con diritto di riscatto alla Roma.. Il 4 settembre 2022 esordisce in Serie A subentrando come sostituto di Pellegrini nei minuti finali della partita fuori casa persa 4-0 contro l’Udinese.

### Nazionale
Ha esordito con la Nazionale guineana il 9 settembre 2018 in occasione del match di qualificazione per la Coppa d'Africa 2019 vinto 1-0 contro la Repubblica Centrafricana.

## Statistiche

### Presenze e reti nei club
Statistiche aggiornate al 4 dicembre 2024.
| Stagione          | Squadra           | Campionato        | Campionato | Campionato | Coppe nazionali | Coppe nazionali | Coppe nazionali | Coppe continentali | Coppe continentali | Coppe continentali | Altre coppe | Altre coppe | Altre coppe | Totale | Totale |
| Stagione          | Squadra           | Comp              | Pres       | Reti       | Comp            | Pres            | Reti            | Comp               | Pres               | Reti               | Comp        | Pres        | Reti        | Pres   | Reti   |
| ----------------- | ----------------- | ----------------- | ---------- | ---------- | --------------- | --------------- | --------------- | ------------------ | ------------------ | ------------------ | ----------- | ----------- | ----------- | ------ | ------ |
| 2016-2017         | Ajaccio           | L2                | 18         | 2          | CF+CdL          | 1+0             | 0               | -                  | -                  | -                  | -           | -           | -           | 19     | 2      |
| 2017-2018         | Ajaccio           | L2                | 27+2       | 0+1        | CF+CdL          | 2+1             | 0               | -                  | -                  | -                  | -           | -           | -           | 32     | 1      |
| Totale Ajaccio    | Totale Ajaccio    | Totale Ajaccio    | 47         | 3          |                 | 4               | 0               |                    | -                  | -                  |             | -           | -           | 51     | 3      |
| 2018-2019         | Olympiacos        | SL                | 24         | 6          | CG              | 2               | 0               | UEL                | 10                 | 0                  | -           | -           | -           | 36     | 6      |
| 2019-2020         | Olympiacos        | SL                | 22+9       | 2+4        | CG              | 5               | 1               | UCL+UEL            | 11+4               | 0                  | -           | -           | -           | 51     | 7      |
| 2020-2021         | Olympiacos        | SL                | 22+9       | 2+1        | CG              | 5               | 0               | UCL+UEL            | 6+4                | 1+0                | -           | -           | -           | 46     | 4      |
| 2021-2022         | Olympiacos        | SL                | 22+6       | 0          | CG              | 4               | 0               | UCL+UEL            | 3+10               | 1+1                | -           | -           | -           | 45     | 2      |
| ago. 2022         | Olympiacos        | SL                | 0          | 0          | CG              | 0               | 0               | UCL+UEL            | 2+1                | 0                  | -           | -           | -           | 3      | 0      |
| ago. 2022-2023    | Roma              | A                 | 15         | 0          | CI              | 0               | 0               | UEL                | 6                  | 0                  | -           | -           | -           | 21     | 0      |
| 2023-2024         | Olympiacos        | SL                | 17         | 1          | CG              | 2               | 0               | UEL+UECL           | 10+0               | 0                  | -           | -           | -           | 29     | 1      |
| Totale Olympiakos | Totale Olympiakos | Totale Olympiakos | 131        | 16         |                 | 18              | 1               |                    | 61                 | 3                  |             | -           | -           | 210    | 20     |
| 2024-2025         | PAOK              | SL                | 12         | 2          | CG              | 2               | 1               | UCL+UEL            | 4+7                | 0                  | -           | -           | -           | 25     | 3      |
| Totale carriera   | Totale carriera   | Totale carriera   | 205        | 21         |                 | 24              | 2               |                    | 78                 | 3                  |             | -           | -           | 307    | 26     |

### Cronologia presenze e reti in nazionale
| Cronologia completa delle presenze e delle reti in nazionale ― Guinea | Cronologia completa delle presenze e delle reti in nazionale ― Guinea | Cronologia completa delle presenze e delle reti in nazionale ― Guinea | Cronologia completa delle presenze e delle reti in nazionale ― Guinea | Cronologia completa delle presenze e delle reti in nazionale ― Guinea | Cronologia completa delle presenze e delle reti in nazionale ― Guinea | Cronologia completa delle presenze e delle reti in nazionale ― Guinea | Cronologia completa delle presenze e delle reti in nazionale ― Guinea |
| Data                                                                  | Città                                                                 | In casa                                                               | Risultato                                                             | Ospiti                                                                | Competizione                                                          | Reti                                                                  | Note                                                                  |
| --------------------------------------------------------------------- | --------------------------------------------------------------------- | --------------------------------------------------------------------- | --------------------------------------------------------------------- | --------------------------------------------------------------------- | --------------------------------------------------------------------- | --------------------------------------------------------------------- | --------------------------------------------------------------------- |
| 9-9-2018                                                              | Conakry                                                               | Guinea                                                                | 1 – 0                                                                 | Rep. Centrafricana                                                    | Qual. Coppa d'Africa 2019                                             | -                                                                     |                                                                       |
| 12-10-2018                                                            | Conakry                                                               | Guinea                                                                | 2 – 0                                                                 | Ruanda                                                                | Qual. Coppa d'Africa 2019                                             | -                                                                     |                                                                       |
| 16-10-2018                                                            | Kigali                                                                | Ruanda                                                                | 1 – 1                                                                 | Guinea                                                                | Qual. Coppa d'Africa 2019                                             | -                                                                     |                                                                       |
| 18-11-2018                                                            | Conakry                                                               | Guinea                                                                | 1 – 1                                                                 | Costa d'Avorio                                                        | Qual. Coppa d'Africa 2019                                             | -                                                                     |                                                                       |
| 24-3-2019                                                             | Bangui                                                                | Rep. Centrafricana                                                    | 0 – 0                                                                 | Guinea                                                                | Qual. Coppa d'Africa 2019                                             | -                                                                     |                                                                       |
| 7-6-2019                                                              | Marrakech                                                             | Guinea                                                                | 0 – 1                                                                 | Gambia                                                                | Amichevole                                                            | -                                                                     |                                                                       |
| 11-6-2019                                                             | Marrakech                                                             | Guinea                                                                | 0 – 1                                                                 | Benin                                                                 | Amichevole                                                            | -                                                                     | 87’                                                                   |
| 16-6-2019                                                             | Alessandria d'Egitto                                                  | Egitto                                                                | 3 – 1                                                                 | Guinea                                                                | Amichevole                                                            | -                                                                     |                                                                       |
| 22-6-2019                                                             | Alessandria d'Egitto                                                  | Guinea                                                                | 2 – 2                                                                 | Madagascar                                                            | Coppa d'Africa 2019 - 1º turno                                        | -                                                                     | 62’                                                                   |
| 30-6-2019                                                             | Il Cairo                                                              | Burundi                                                               | 0 – 2                                                                 | Guinea                                                                | Coppa d'Africa 2019 - 1º turno                                        | -                                                                     |                                                                       |
| 7-7-2019                                                              | Il Cairo                                                              | Algeria                                                               | 3 – 0                                                                 | Guinea                                                                | Coppa d'Africa 2019 - Ottavi di finale                                | -                                                                     | 6’                                                                    |
| 14-11-2019                                                            | Bamako                                                                | Mali                                                                  | 2 – 2                                                                 | Guinea                                                                | Qual. Coppa d'Africa 2021                                             | -                                                                     | 46’                                                                   |
| 17-11-2019                                                            | Conakry                                                               | Guinea                                                                | 2 – 0                                                                 | Namibia                                                               | Qual. Coppa d'Africa 2021                                             | -                                                                     |                                                                       |
| 10-10-2020                                                            | Faro                                                                  | Capo Verde                                                            | 1 – 2                                                                 | Guinea                                                                | Amichevole                                                            | -                                                                     |                                                                       |
| 11-11-2020                                                            | Conakry                                                               | Guinea                                                                | 1 – 0                                                                 | Ciad                                                                  | Qual. Coppa d'Africa 2021                                             | 1                                                                     |                                                                       |
| 15-11-2020                                                            | N'Djaména                                                             | Ciad                                                                  | 1 – 1                                                                 | Guinea                                                                | Qual. Coppa d'Africa 2021                                             | -                                                                     |                                                                       |
| 24-3-2021                                                             | Conakry                                                               | Guinea                                                                | 1 – 0                                                                 | Mali                                                                  | Qual. Mondiali 2022                                                   | -                                                                     | 70’                                                                   |
| 31-5-2021                                                             | Adalia                                                                | Turchia                                                               | 0 – 0                                                                 | Guinea                                                                | Amichevole                                                            | -                                                                     | 39’                                                                   |
| 6-10-2021                                                             | Marrakech                                                             | Sudan                                                                 | 1 – 1                                                                 | Guinea                                                                | Qual. Mondiali 2022                                                   | -                                                                     | 46’                                                                   |
| 9-10-2021                                                             | Agadir                                                                | Guinea                                                                | 2 – 2                                                                 | Sudan                                                                 | Qual. Mondiali 2022                                                   | -                                                                     | 84’                                                                   |
| 12-10-2021                                                            | Rabat                                                                 | Guinea                                                                | 1 – 4                                                                 | Marocco                                                               | Qual. Mondiali 2022                                                   | -                                                                     |                                                                       |
| 6-9-2024                                                              | Kinshasa                                                              | RD del Congo                                                          | 1 – 0                                                                 | Guinea                                                                | Qual. Coppa d'Africa 2025                                             | -                                                                     |                                                                       |
| 10-9-2024                                                             | Yamoussoukro                                                          | Guinea                                                                | 1 – 2                                                                 | Tanzania                                                              | Qual. Coppa d'Africa 2025                                             | -                                                                     | 69’                                                                   |
| 12-10-2024                                                            | Abidjan                                                               | Guinea                                                                | 4 – 1                                                                 | Etiopia                                                               | Qual. Coppa d'Africa 2025                                             | -                                                                     | 76’                                                                   |
| 15-10-2024                                                            | Abidjan                                                               | Etiopia                                                               | 0 – 3                                                                 | Guinea                                                                | Qual. Coppa d'Africa 2025                                             | -                                                                     | 61’                                                                   |
| 16-11-2024                                                            | Abidjan                                                               | Guinea                                                                | 1 – 0                                                                 | RD del Congo                                                          | Qual. Coppa d'Africa 2025                                             | -                                                                     | 76’                                                                   |
| 19-11-2024                                                            | Dar es Salaam                                                         | Tanzania                                                              | 1 – 0                                                                 | Guinea                                                                | Qual. Coppa d'Africa 2025                                             | -                                                                     | 68’                                                                   |
| 21-3-2025                                                             | Abidjan                                                               | Guinea                                                                | 0 – 0                                                                 | Somalia                                                               | Qual. Mondiali 2026                                                   | -                                                                     | 73’                                                                   |
| 25-3-2025                                                             | Kampala                                                               | Uganda                                                                | 1 – 0                                                                 | Guinea                                                                | Qual. Mondiali 2026                                                   | -                                                                     | 34’ 46’                                                               |
| Totale                                                                |                                                                       | Presenze                                                              | 29                                                                    |                                                                       | Reti                                                                  | 1                                                                     |                                                                       |

## Palmarès

### Club

#### Competizioni nazionali
- Campionato greco: 3

Olympiakos: 2019-2020, 2020-2021, 2021-2022
- Coppa di Grecia: 1

Olympiakos: 2019-2020

#### Competizioni internazionali
- UEFA Conference League: 1

Olympiakos: 2023-2024